# دریاچه بولون
دریاچه بولون (انگلیسی: Lake Bolon) یک دریاچه در سرزمین خاباروفسک کشور روسیه است.